# Petrus Ugla

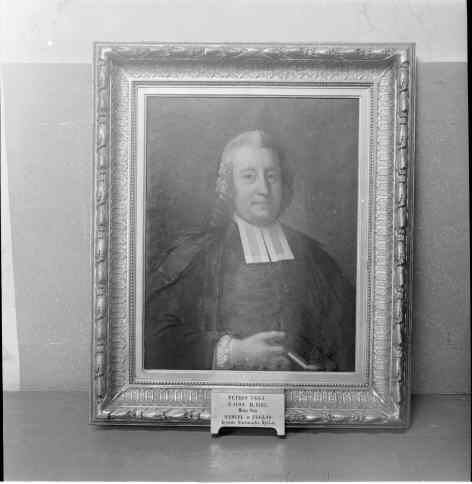
Porträttet av Petrus Uggla (1709-1785) finns i Forsmarks kyrka i Forsmark i Frösåkers församling i Uppsala stift.

Petrus Ugla, född 17 januari 1709 i Sundborns församling, död 31 december 1785 i Hedemora församling, var en svensk präst.

## Biografi
Petrus Ugla föddes 1709 i Sundborns socken. Han var son till kronobefallningsmannen Samuel Ulga och Christina Beata Uf. Ugla blev 12 februari 1723 student vid Uppsala universitet och avlade 1734 filosofie magisterexamen. Han prästvigdes 20 april 1736 och blev huspredikant hos riksrådet Edvard Taube. 1742 blev han andre pastor vid Livdrabantkåren och blev senare ledamot i hovkonsistorium, samt tjänstgjorde som hovpredikant. Ugla blev 5 oktober 1745 kyrkoherde i Hedemora församling och 1751 prost. Han var vice preses vid prästmötet 1760 och blev 1760 kontraktsprost. Ugla var ordinarie preses i prästmötet 1763 och promoverade teologie doktor 14 oktober 1772. Han avled 1785 i Hedemora och begravdes 16 februari 1786.

### Familj
Ugla gifte sig 6 januari 1747 med Helena Norrström (1727–1802), dotter till kyrkoherden Olof Norrström i Norrby församling och Helena Troilia. De fick tillsammans barnen landshövdingen Samuel af Ugglas (1750–1812), Helena Christina som var gift med professorn G. A. Boudrie vid Uppsala universitet, Maria Margareta Ugla som var gift med räntmästaren Jean Noréus och Ulrica Ugla som var gift med kyrkoherden J. Wiksell i Munktorps församling.